# Grutas de Gargas
Las grutas de Gargas (en francés: Grottes de Gargas) está situada en la región de los Pirineos de Francia, conocida por su arte rupestre del período Paleolítico superior, de hace cerca de 27.000 años. Las cuevas están abiertas al público.

## Historia
Las cuevas de Gargas han arrojado evidencias de ocupación ―huesos, líticos (herramientas de piedra) y el arte portátil― desde el Musteriense a la Edad Media, pero es más famosa por sus pinturas y grabados del Paleolítico superior.
Las pinturas tienen numerosas imágenes de manos negativas realizadas por la técnica de la plantilla. Las imágenes de las manos son de color rojo (ocre) o negro (óxido de manganeso) por el uso de una mezcla de óxido de hierro y de manganeso aplastada con grasa animal y pulverizada alrededor de la mano contra la pared. Algunas tienen uno o más dedos ausentes que conducen a la hipótesis de las enfermedades, la congelación y amputación ritual, pero la mayoría de los investigadores prefieren el simbolismo de la flexión de uno o más dedos.

## Galería de imágenes

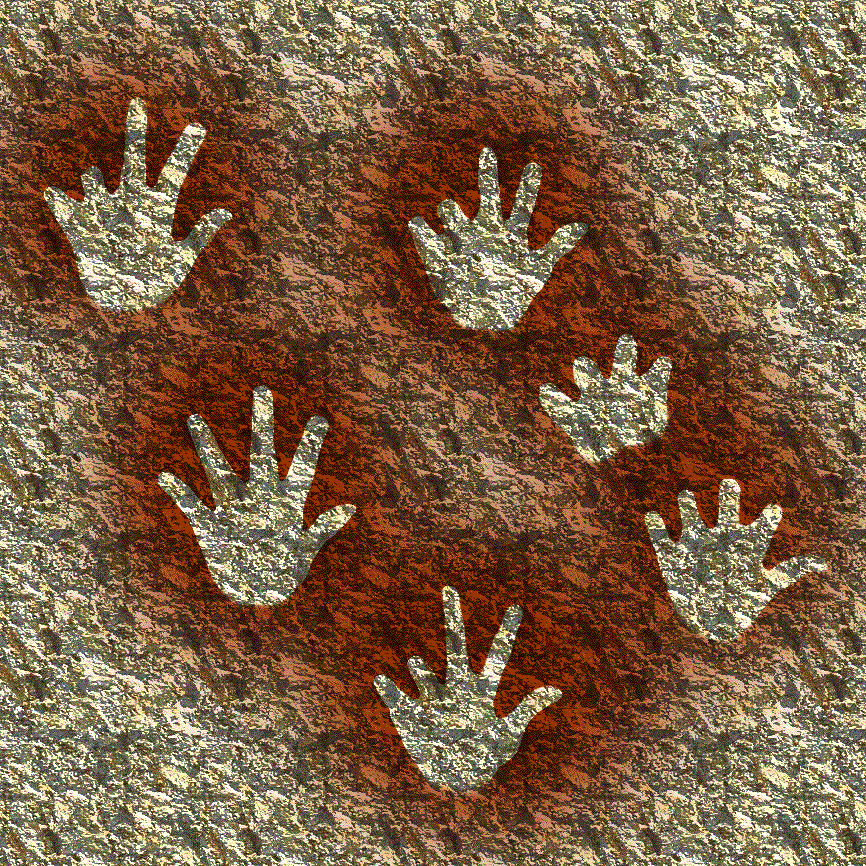
Réplica de las manos en negativo pintadas en las paredes de la cueva.
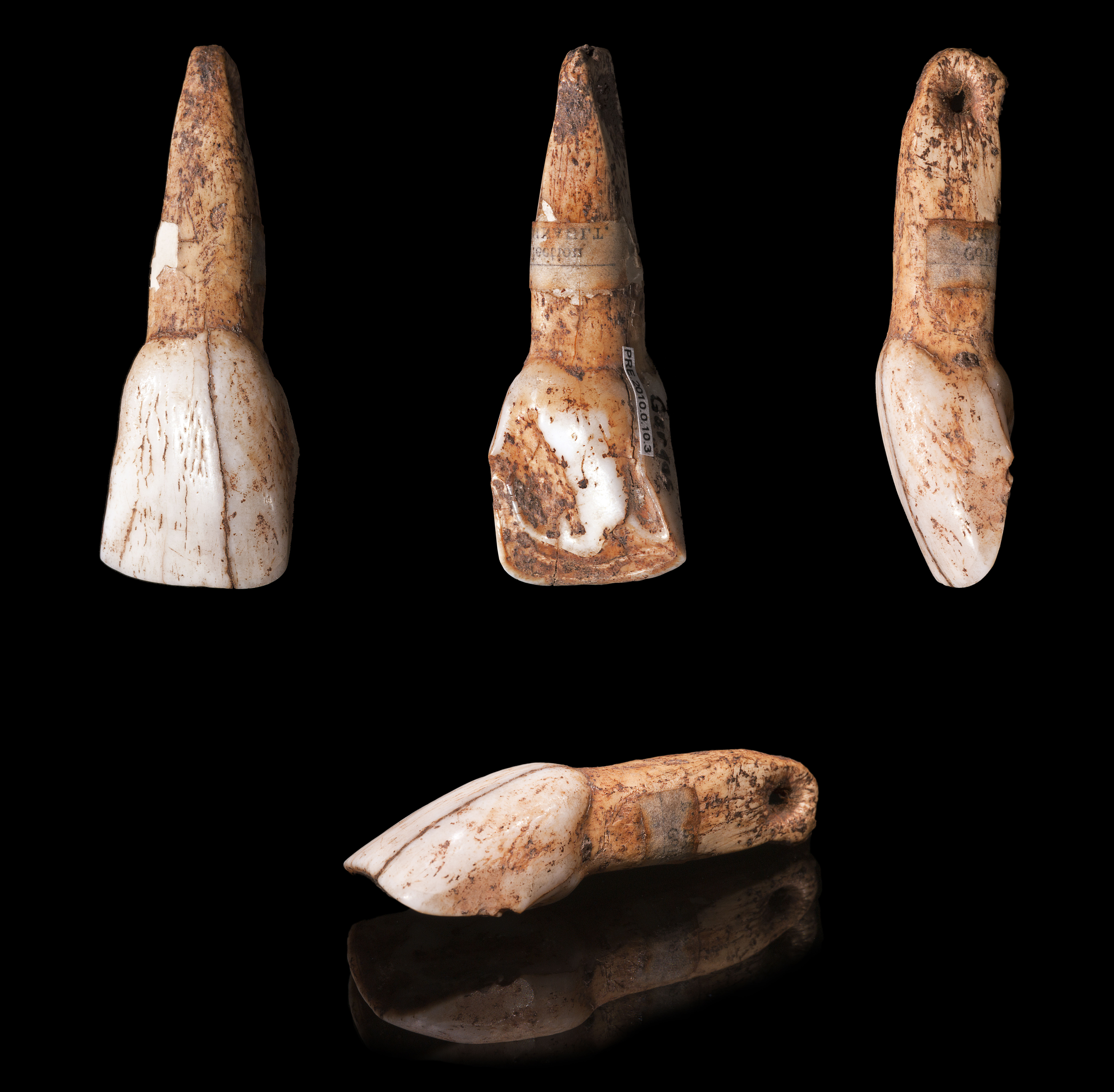
Incisivo de bóvido perforado – Gravetiense - Antigua colección Félix Régnault – Museo de Toulouse
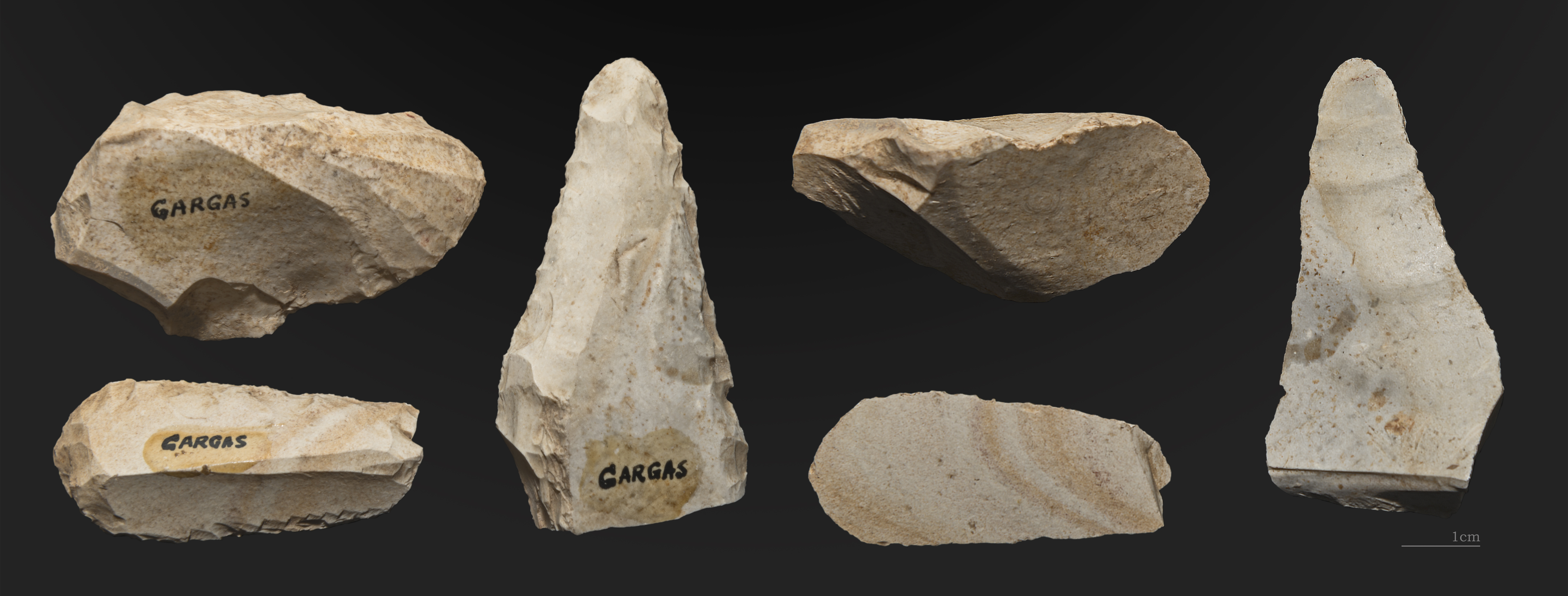
Industria lítica – Gravetiense - Antigua colección Félix Régnault –  Museo de Toulouse
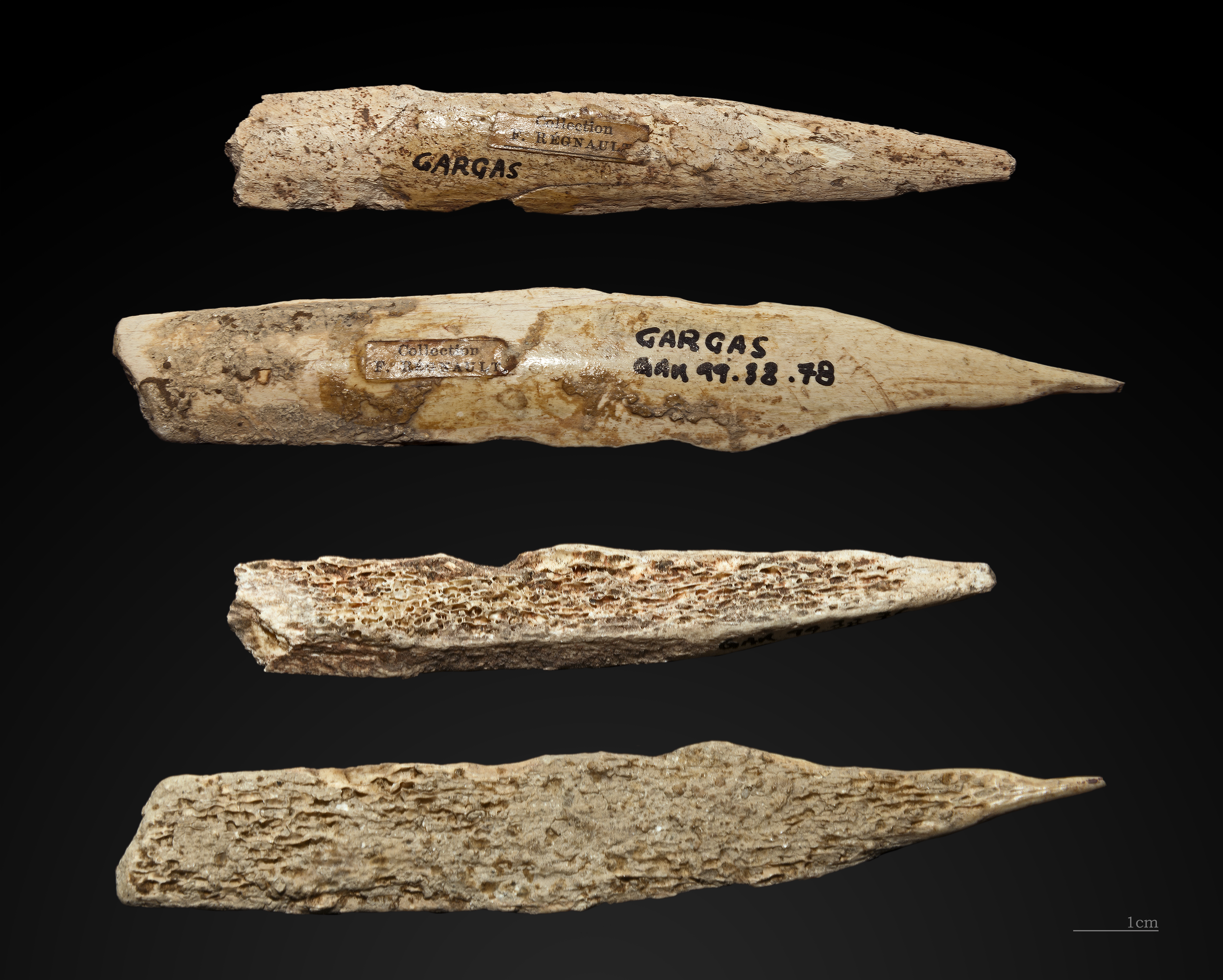
Punzón sobre hueso desgastado sur os abrasé –  Gravetiense- Antigua colección Félix Régnault – Museo de Toulouse